# 扎基尔·奈克
扎基尔·奈克，一名印度穆斯林传教士，出生于印度，现居马来西亚。他也是Peace TV的创办人，该电视以四种语言向全世界宣扬伊斯兰教教义。他出生于孟买，有一名儿子。2012年，他获得马来西亚政府所提供的永久居住权